# Censio & Sons
Censio & Sons bzw. Cencio & Sons war ein philippinischer Hersteller von Automobilen.

## Unternehmensgeschichte
Das Unternehmen hatte seinen Sitz in Crystal City in der Nähe der Clark Air Base und Angeles City in der Region Pampanga. 1975 begann die Produktion von Automobilen. Der Markenname lautete Censio & Sons bzw. Cencio & Sons. 1980 endete die Produktion. Eine andere Quelle gibt die Bauzeit unpräzise mit 1970er Jahre an.

## Fahrzeuge
Im Angebot standen Fahrzeuge im Stil der 1930er Jahre. Die Quellen sehen einen Ähnlichkeit zu Fahrzeugen von Duesenberg und Packard bzw. Rolls-Royce. Die Basis bildeten Fahrgestelle von Pontiac, Chevrolet, Ford oder Oldsmobile. Die Karosserien bestanden aus Stahl.
Händler aus Deutschland, Florida, Texas, West Virginia und einem unbekannten Ort boten Gebrauchtwagen dieses Herstellers an (Stand Dezember 2015).